# Cidaria lineata
Cidaria lineata là một loài bướm đêm trong họ Geometridae.